# Maltese Ommuurde Steden-serie
Malta geeft in de periode vanaf 2024 jaarlijks een nationale 2 euro herdenkingsmunt uit die gewijd is aan een van de verschillende ommuurde steden die zich op het eiland bevinden. De steden waarvan al bekend is dat deze onderdeel van de serie zullen uitmaken zijn Ċittadella Gozo, Mdina, en Valletta. De eerste munt van deze serie die op 26 augustus 2024 is uitgegeven was gewijd aan de Ċittadella Gozo. Uit hoeveel uitgiften deze serie zal gaan bestaan is vooralsnog nog niet bekend. Hieronder staat een tabel met een overzicht van de nog uit te geven en al uitgegeven munten:
| Jaar | # | Ommuurde stad        | Afbeelding |
| ---- | - | -------------------- | ---------- |
| 2024 | 1 | Ċittadella Gozo      |            |
| 2025 | 2 | Mdina                |            |
| 2026 | 3 | Stad nog niet bekend |            |